# Gadzsini
A Gadzsini (hindiül: गजनी, angolos átírással: Ghajini, kiejtése: gadzsini) 2008-ban bemutatott indiai romantikus akciófilm. Rendezője és írója A. R. Murugadoss, a férfi főszereplő Ámir Khán.
A film egy 2005-ös, azonos című tamil film remake-je, amit szintén Murugadoss rendezett, továbbá a 2000-es amerikai Mementó c. film, bár Ámir Khán ezt nem ismeri el.
Ámir Khán egy teljes évet edzéssel töltött, hogy megfeleljen a film elvárásainak.
A film elsősorban akciófilm, romantikus elemmel, időnként zenés-táncos betétekkel fűszerezve (lásd: videóklip).
A karakter megjelenik egy videójátékban is, ami a film történetén alapszik, címe: Ghajini – The Game

## Előzmények
Egy indiai üzletember anterográd amnéziában szenved, ami akkor alakult ki nála, amikor szerelmét, Kalpanát brutálisan meggyilkolják, őt magát pedig majdnem agyonverik. Ennek következtében képtelen visszaemlékezni régebbi dolgokra, csak kb. 15 perces időtartamra. A gyilkosságra és a gyilkos nevére azonban emlékszik, és csak a bosszú gondolata foglalkoztatja.
Memóriáját egy azonnal papírképet adó Polaroid fényképezőgéppel segíti, az elkészült képekre ráírja, kit vagy mit ábrázol (pl. „itt lakom”, „a barátom”, stb). Testére saját kezével tetoválásokat készít, amik neveket, telefonszámokat tartalmaznak, többek között a „bosszú” szót angolul: „revenge”.

## Cselekménye
|  | Alább a cselekmény részletei következnek! |

A film azzal indul, hogy Szunita, aki egy indiai orvosi egyetem hallgatója, tanáránál érdeklődik egy páciens, Szandzsáj Szinghania esete felől, aki korábban üzletember volt, jelenleg azonban erre az életére nem emlékszik. A tanár elutasítja a kérését, arra hivatkozva, hogy rendőrségi nyomozás folyik az ügyben, és nem adhat ki információt. Szunita elhatározza, hogy maga jár végére a dolgoknak.
Szandzsájt akkor ismerjük meg, amikor egy lakásban brutálisan megöl egy férfit. Polaroid képet készít róla, majd a fénykép alá ráírja a dátumot és ezt: „elvégezve”.
Kiderül, hogy betegségének neve anterográd amnézia, ami azt jelenti, hogy nagyjából 15 percenként a memóriája törlődik és nem emlékszik az ennél régebbi dolgokra, ezért képekkel, jegyzetekkel segíti a tájékozódását, még a lakásán belül is (az egyes fiókokra ráírja, hogy mit tart bennük, a fürdőszobában kiírja, hogy „vedd le a pólódat”, így láthatóvá válnak a testén a tetoválások, amik további útmutatásul szolgálnak).
Szandzsáj egyetlen célja, hogy megtalálja és megölje szerelme, Kalpana gyilkosát, illetve azokat, akik az útjába állnak. Fő célpontja Gadzsini, akinek a nevét nem felejtette el.
Ardzsun Jadav rendőrnyomozó, aki sorozatgyilkosokra szakosodott, megtalálja Szandzsáj lakását és elkezdi olvasni Szandzsáj naplóit, amit a 2005-ös és 2006-os években vezetett (még a memóriavesztése előtt).
A film ekkor visszatekintéssel ábrázolja a 2005-ben lezajlott eseményeket.
Szandzsáj Szinghania fiatal, dinamikus és gazdag indiai üzletember, az „Air Voice” cég tulajdonosa, amit apjától örökölt. A cég fejlesztése során reklámtáblákat akarnak felállítani a város több pontján, ezek közül az egyik Kalpana, egy reklámmodell háza helyén állna, ezért embereit odaküldi Kalpana munkahelyére, hogy tárgyaljanak a lánnyal, ő azonban nem akarja eladni a házát.
Kalpana egy kis reklámcégnél modellkedik. Ennek főnöke meghallja a beszélgetés egyes részeit, így arra gondol, hogy Kalpana romantikus kalandba kezdett egy hírből jól ismert, gazdag üzletemberrel, és nagyobb tisztelettel bánik vele, mert azt reméli, hogy Kalpana (és udvarlója) révén a reklámcég forgalma emelkedhet. Ezért arra bátorítja Kalpanát, hogy hívja fel a férfit, mert Kalpana azt mondja neki, hogy éppen összevesztek.
Kalpana számára az egész csak játék, reméli, hogy ha úgy tesz, mintha Szandzsáj barátnője lenne, azzal jobb munkát kap a cégnél, ezért mindenkinek részletesen elmesél egy kitalált történetet arról, hogyan szólította meg őt a Mumbaiból induló repülőgépen a férfi, aki udvarolni kezdett neki, végül a repülőút végén meg is kérte a kezét.
A hír gyorsan terjed, egy újságíró is megjelenik a reklámcégnél, és a lány interjút ad neki, miben újból előadja a kitalált históriát. „Az üzletember és modell barátnője” hírét a tévében is bemondják, így Szandzsáj is értesül róla. Elhatározza, hogy személyesen keresi fel a lányt. Útközben észreveszi, hogy Kalpana lábukat elvesztett, mankóval közlekedő lányokat segít át egy számukra nehezebb útszakaszon.
Amikor a férfi megérkezik, a lány azt hiszi, hogy ő is reklámfilmben akar szerepelni, neki is elmondja „romantikus” történetét, és megígéri, hogy munkát szerez neki, így a férfi nem fedi fel a kilétét, más nevet mond és belemegy a játékba. Hamarosan fel is hívja a férfit, hogy az egy alsónadrágot reklámozó filmben szerepeljen.
A lány főnöke egy óévbúcsúztatót szervez 2005. december 31-én, amire sok más cég képviselői mellett a lány „barátját”, Szandzsájt is meg kell hívni, a nevét már ki is nyomtatták a meghívókra. A lány egy reklámfilmes fiút próbál betanítani Szandzsáj szerepére, és amikor megérkezik az igazi Szandzsáj, vele tesztelteti le, hogy szerinte jól játssza-e a szerepet. Szandzsáj azonban kineveti a férfit, mert annyira eltér a valóságostól. A lány ekkor őt kéri meg, hogy jöjjön el az estére, mint „Szandzsáj”. A férfi ebbe is belemegy, és saját gépkocsijával érkezik, amit a sofőrje vezet. Az este során egy árvaház részére adományt kérnek, mire Szandzsáj rutinosan egy 500 000 rúpiás csekket állít ki. Hazafelé utazva a buszon Szandzsáj bevallja a lánynak, hogy szereti és megkéri a kezét. A lány egy nap gondolkodási időt kér.
Amikor Ardzsun Jadav rendőrnyomozó ezzel az eseménnyel befejezi a 2005-ös napló olvasását, Szandzsáj rátámad és megkötözi. Gadzsini nyomát keresve egy meghívó akad a kezébe, ami egy egyetemi kulturális előadásról szól, ahol Gadzsini lesz a tiszteletbeli vendég. A bejáratnál Szunita is ott van, aki röviden bemutatkozik, és megkéri a férfit, hogy készítsen róla képet és kezelje őt barátjaként, továbbá, hogy este jöjjön el az előadásra.  Szandzsáj odamegy este és fényképet készít a férfiról, hogy majd be tudja azonosítani. Kimegy a garázsba és felhívja a mobilján, Gadzsini azonban nem hallja jól, ezért egyik emberének odaadja a mobilját azzal az utasítással, hogy derítse ki, ki akarja őt felhívni. Szandzsáj tévedésből ezt a férfit öli meg a garázsban. Gadzsini és emberei pisztolyokkal lőnek rá, de nem találják el. A haldokló gengszter a főnökének megpróbálja elmondani, hogy egy két évvel korábbi eset miatt támadta meg valaki, Gadzsini azonban nem emlékszik rá, ezért szisztematikusan felkeresi az ismert alvilági ellenségeit és sorban végez velük. Szandzsáj azonban nincs köztük.
Közben Szunita elmegy a férfi lakására, megtalálja a naplóit és magához veszi őket. A fényképek alapján rájön, hogy Szandzsáj célpontja Gadzsini, akit meg akar ölni. Megtalálja a szekrényben az összekötözött rendőrtisztet és kiszabadítja. Yadav  elmondja neki, hogy Szandzsáj egy veszélyes sorozatgyilkos. Szandzsáj hirtelen megérkezik, és mivel egyikükre sem emlékszik, rájuk támad. Yadavot menekülés közben elüti egy autóbusz és meghal. Szunita a tömegben áll, ahol észreveszi őt Szandzsáj és őt kezdi üldözni. A lány egy üzletközpontba betérve menekül meg, mert mire Szandzsáj odaér és megtalálja őt, addigra elfelejti, hogy mi is történt az elmúlt néhány percben. A lány felfedi magát, és megmutatja a fényképet, amit a férfi róla készített és „a barátom” felirattal látott el. A férfi üldözésre gyanakszik, amikor észreveszi, hogy a lány kifulladt és ő maga is izzadt, a lány azonban ezt tagadja és egy férfihoz és társaihoz fordul, akik az üzletben dohányoznak és akikkel vitát provokál, hogy ezzel Szandzsájt lekösse, ő pedig elmehessen. Bár Szandzsáj egy-két ütéssel harcképtelenné teszi mind az öt férfit, a lánynak sikerül kereket oldania.
A lány tudja, hogy Gadzsini életveszélyben van, ezért figyelmezteti a támadójára, és átadja neki Szandzsáj kórházi beteglapját, amin a fényképe és betegségének angol megnevezése is szerepel.
Szunita hazamegy, de hamarosan eszébe jut, hogy ha Gadzsini megöli a férfit, annak ruhájából előkerül az ő fényképe és akkor a rendőrség kérdezősködni fog nála. Ezért felhívja Gadzsini lakását, ott azonban a telefont az időközben beosont Szandzsáj veszi fel. A lány neki mondja el, hogy szeretné, ha a fényképét visszaszereznék neki, és megadja a lakcímét. Szandzsáj odamegy a házhoz, a lány azonban észreveszi a folyosón és kimenekül. Amikor a férfi beszáll a liftbe, a lány kikapcsolja az egész házban a villanyt, így a férfi a liftben reked. Kihívják a rendőröket, akik elszállítják a még mindig dühöngő férfit.
Míg a rendőrségen van, elkábítva, a rendőrök felhívnak néhány számot a mobiljáról, hogy kiderítsék, ki is ő valójában. Így eljutnak Gadzsinihoz is, aki bemegy a rendőrségre, és megadja a férfi nevét. Hamarosan megérkezik Szandzsáj cégének néhány alkalmazottja és az orvosa és magukkal viszik a férfit, mivel a dühöngésen kívül nincs más vád ellene, a megtalált fegyverekhez rendelkezik tartási engedéllyel.
Gadzsini elhatározza, hogy nem öli meg a férfit, mert akkor a rendőrség újból nyomozni kezd és abból neki baja származhat, hanem azt találja ki, hogy minden adatot és fényképet megsemmisítenek Szandzsáj lakásában, még a tetoválásokat is lefestik a testén, hogy semmire ne emlékezzen.
Szunita a szobájában tovább olvassa a férfi 2006-os naplóját, így az akkor események megelevenednek.
2006. január 1-jén reggel találkozik Szandzsáj és Kalpana a mólónál. A lány elmondja neki, hogy egész éjjel gondolkozott, és hozzámegy, majd hozzáteszi, hogy korábban megfogadta, addig nem, amíg nem lesz három darab Ambassador típusú gépkocsija, mert apjának 1992-ben volt egy ekkora utazási vállalkozása, de egyik rokonuk ellopta tőle az autókat, és apja nem sokkal később belehalt a bánatba.
Szandzsáj közben egy lakást vásárolt a menyasszonyának, és fel akarja fedni magát előtte. Azonban egyik munkatársának elmondja, hogy szeretné megőrizni az inkognitóját a lány előtt, ezért rábízza, hogy ő adja át a lakást. Ő azt találja ki, hogy az „Air Voice” cég egy nyereményjátékot szervezett, és ezen a lány nyerte a lakást. A lány rögtön fel is hívja, hogy együtt nézzék meg. A bejáratnál egy puha anyagba mindketten belelépnek mezítláb, hogy ez emlékeztesse őket erre a napra.
A lány eladja ékszereit és megveszi az első Ambassador gépkocsit és a férfival és jó pár utcagyerekkel kocsikázni mennek.
A férfinak üzleti ügyben Londonba kell utaznia 10 napra, ezért azt mondja a lánynak, hogy vidékre utazik az anyjához, aki beteg lett.
Nem sokkal az repülőtérre való indulás előtt a lány még aznap éjszaka felhívja és az utcán találkozva átad neki 135 000 rúpiát, amit az autója eladásáért kapott, hogy abból fedezhesse a férfi anyja gyógykezelését.
Ugyanekkor a lány munkája révén Goába utazik vonattal. A vonaton az ülés alatt elbújva egy lányt vesz észre, aki elmondja neki, hogy elrabolták sok más lánnyal együtt, elrablóik és a többi lány is a vonaton van, de neki sikerült megszöknie előlük. Azonban a férfiak a lány keresésére indulnak, azért Kalpana és a lány bezárkóznak a vécébe, és Kalpana egy lyukon kiadja az ékszereit, ha békén hagyják őket. Az elrablók elmennek, de nem sokkal később újból rájuk támadnak. Kalpana a másik kocsiig menekül, ahol egyenruhásokat talál, akik megverik és elfogják a támadókat. Kalpana és a lányok visszautaznak Mumbaibe, a huszonöt lányt közös szálláson helyezik el, a rendőrség kihallgatja őket. Az újságok és a tévé szenzációs leleplezésről írnak, mivel illegális szervkereskedelemről van szó, a lányokból belső szerveket (pl. vesét) operáltak ki. Kalpanát felhívja egy rendőrnő és arra kéri, hogy menjen a lányok szállására, mert két lány eltűnt. Amikor Kalpana megérkezik, kérdőre vonja az ott posztoló rendőrt, ő azonban letagadja az eltűnést. Közben megérkezik Gadzsini az embereivel, és elmondja Kalpanának, hogy a két lány felismerte őt, ezért meg kellett halniuk és holttestük a tengerben van.
Kalpana hazamegy, majd nem sokkal később ugyanaz a rendőrnő figyelmezteti, hogy Gadzsini őt is meg akarja öletni, és az emberei valószínűleg már elbújtak Kalpana lakásában. A lány gyorsan elrejtőzik, mielőtt a férfiak keresni kezdik.
Szandzsáj a lány lakásához érkezik egy csokor virággal és az ajtajához érve bekopog, a lány azonban nem mer válaszolni neki. Felhívja a férfit mobilon, az azonban annak a kocsijában jelez. A férfiak mindenfelé keresik, már majdnem megtalálják, amikor hamis nyomon a hátsó kijárat felé indulnak. Szandzsáj ekkor, rossz pillanatban csörgeti meg a lány mobilját, az elmenő férfiak a hangra visszafordulnak és megtámadják a lányt, aki ezt el is mondja a férfinak, aki erre visszafordul az autójával. A támadók elrejtőznek, Kalpana a hátában egy tőrrel fogadja a férfit és megpróbálja figyelmeztetni, kimondja Gadzsini nevét, de ekkor a férfira is rátámadnak. Gadzsini brutálisan fejbe veri a lányt egy vasrúddal, majd a férfit is. A lány meghal, a férfi elveszti az emlékezetét.
Szunita, felismerve a valóságos helyzetet, lelkiismeretfurdalást érez, amiért ő is felelős a kialakult helyzetért, ezért elviszi a saját naplóját a férfinak a kórházba, ahol az gyorsan átolvassa, és dühöngeni kezd. A lány megígéri neki, hogy elviszi Gadzsinihoz. Gadzsini számít a férfi érkezésére, ezért maga után csalja a saját körzetébe, ahol ő az alvilág ura.
Szandzsáj egyedül és fegyvertelenül száll szembe az embereivel és mindegyiket harcképtelenné teszi.
Végül egymással kerülnek szembe. Hosszú ökölharc és menekülés után Gadzsini elrejtőzik, Szandzsáj pedig ismét elfelejti, hogy ő miért is van ott, és gyanútlanul odamegy a férfihoz, aki felismerve a helyzetet, hasba szúrja egy vasrúddal. Mivel Szandzsáj a földön fetreng, elkezdi mesélni neki, hogyan ölte meg szerelmét, ekkor Szandzsáj erejét összeszedve ugyanolyan módon végez vele, ahogyan ő ölte meg Kalpanát.
A történet végén Szunita újból felkeresi Szandzsájt, aki egy árvaházban dolgozik önkéntesként, és elviszi neki azokat a lábnyomokat, amiket Kalpanával közösen készítettek, hogy emlékezzenek arra a boldog napra. A férfi úgy látja, mintha újból mellette ülne Kalpana.
|  | Itt a vége a cselekmény részletezésének! |

## Szereposztás
(zárójelben a színész nemzetisége, illetve a név angolos írásmódja)
- Ámir Khán – Szandzsáj Szinghania  संजय सिंघानिया (hindi) (Sanjay Singhania), fiatal, gazdag üzletember, „A levegő hangja” („Air Voice”) vállalat elnöke. Amnéziában szenved, aminek következtében elfelejti a 15 percnél régebben történt dolgokat.
- Aszin Tóttunkal (Asin Thottumkal), അസിന്‍ തോട്ടുങ്കല്‍ (malajálam) – Kalpana, profi modell egy kis reklámcégnél. A pletykarovatok címoldalára kerül, amikor azt terjeszti magáról, hogy Szandzsáj Szinghania barátnője.
- Dzsíja Khán (Jiah Khan) जीया ख़ान (hindi) – Szunita, orvostanhallgató. Érdekli a férfi esete, ezért nyomozni kezd.
- Pradíp Ravat (Pradeep Rawat) प्रदीप रावत (hindi) – Gadzsini (vagy Gadzsni) Dharmatma (Ghajini Dharmatma) गजनी, alvilági bandafőnök, sok törvénytelen akció kitervelője és végrehajtója.
- Rijáz Khán (Riyaz Khan) – Ardzsun (Arjun) rendőrnyomozó. A Szandzsáj Szinghania által elkövetett gyilkosságok ügyében nyomoz.

## A film készítése
A forgatás 2007 májusában kezdődött Csennajban.
További helyszínek voltak: Bengaluru, Fokváros, Dead Vlei, Mumbai és Haiderabad.

## Megjelenések
A filmet a mozikban 2008. december 25-én jelentették meg 1500 kópiával, ebből 213 külföldi mozikba ment.

### Otthoni felhasználás
A 2-lemezes DVD-kiadás 2009. március 13-án jelent meg az Adlabs Films Ltd terjesztésében. „15+” besorolást kapott a brit filmbizottságtól a történetben szinte folyamatosan látható durva erőszak látványa miatt.

### Videójáték
A film alapján készült videójátékot (Ghajini – The Game) az FXLabs Studios Pvt Ltd készítette, a Geetha Arts gyártotta, a marketingről és a terjesztésről az Eros Home Entertainment gondoskodott. Ez egy belsőnézetes játék, amiben a játékos a főhőst irányítja, akinek öt szinten különféle feladatokat kell teljesítenie. Ehhez harcművészet és fegyverek használata áll rendelkezésre, hasonlóan a Hitman című játékhoz. Ezt úgy üdvözölték, mint India első igazi 3D-s játéka, ami személyi számítógépre készült. Bár életkor szerint hivatalosan nem sorolták be, de a terjesztő csak 15 évnél idősebb játékosok számára ajánlja.

### Mobil tartalom
Az Indiagames Ghajini egy mobil platformon játszható játék mini-sorozat, ami lazábban kapcsolódik a filmhez. Több kisebb részből áll, ezek közül a nagyobbaknak vannak ismert címei: Ultimate Workout, Memory Revival, Brain Trek.

## Fogadtatás

### Kritikai visszajelzések
A film a hazai kritikusoktól alapvetően pozitív kritikákat kapott.
Rajeev Masand (CNN IBN) 3 csillagot adott a filmnek (a maximális 5-ből), hozzátéve: „A Ghajini nem egy kiemelkedően jó film, de összességében szórakoztató”.
Martin D'Souza (Bollywood Trade News Network) 3,5 csillagot adott a filmnek, rámutatva a forgatókönyv hibáira, és dicsérve az akciójeleneteket.
Taran Adarsh (Bollywood Hungama) szerint „a film mindenképpen győztes”, tőle 4,5 csillagot kapott.
Nikhat Kazmi (The Times of India) 3,5 csillagra értékelte, és kiemelte Ámir Khán játékát.
A Zee News tévécsatorna szerint Ámir az addigi legjobb teljesítményét nyújtotta.
Sukanya Verma (Rediff) 3,5 csillagot adott a filmnek, megjegyezve, hogy az „sötét és félelmetes emlékek csillogó albuma”.
A Bollywood Movies kritikája 4 csillagot adott a jó forgatókönyv, rendezés valamint Ámir Khán és Asin Thottumkal színészi játéka miatt.
A film negatív kritikákat is kapott.
Gaurav Malani (Indiatimes) 2 csillagot adott a filmnek, túlságosan hosszúnak találta, de ugyanakkor értékelte a színészek alakítását.
Raja Sen (Rediff) 2,5 csillagot adott, kritizálta Asin játékát.
Shubhra Gupta (Express India) megállapítása szerint a film túl hosszú (kb. 3 órás), túl erőszakos, továbbá kritizálta Jiah Khan alakítását és tánctudását, de elismerte Ámir Khán és Asin játékát.
Noyon Jyoti Parasara (AOL India) szerint: „A legtöbb összehasonlítás azt mutatja, hogy egy film újrafeldolgozása nem olyan jó, mint az eredeti. A Ghajini esetében ez a változat jobb, mint a tamil verzió, amit ugyanaz a rendező irányított.”"

## A történet egyes részeinek eredete
A Ghajini hindi és tamil változata is sok tekintetben a 2000-es amerikai Memento film alapötletére épül. Abban a filmben a Guy Pearce által játszott főhős valamikor biztosítási nyomozó volt, de miközben felesége brutális gyilkosság áldozata lett, ő fejsérülést szenvedett a támadótól, ezért elveszti hosszú távú emlékezetét. Mindennapi életének segítése érdekében minden fontos személyről, helyszínről azonnal elkészülő papírképet készít és rövid feljegyzést ír rájuk. Testére adatokat, neveket, telefonszámokat ír tetoválással. Felesége gyilkosát akarja megtalálni és megölni.
A történet komikus vonulata rendkívül hasonlít a Happy Go Lovely (1951) angol film ötletére, amiben egy vállalatigazgatót tévedésből riporternek néznek egy musical szereplői, megváltozik a viselkedése, a hősnő pedig viszonozza érzelmeit.
Az a jelenet, amikor Kalpana (Asin Thottumkal) átsegít egy vak férfit a buszmegállóhoz, megegyezik a 2001-es Amélie csodálatos élete c. francia film jelenetével, amiben Amélie segít egy vak embernek, és elmeséli neki, hogy útközben mi mellett mennek el, és melyik járókelő éppen mit csinál.
Ámir Khán azonban nem ismeri el, hogy a Ghajini újrafeldolgozása lenne más filmeknek, vagy akár korábbi filmek voltak az ihletői. Szerinte az egyetlen előzmény a tamil verzió.

### Zenei fogadtatás
A film zenei albuma pozitív értékeléseket kapott a kritikusoktól és a rajongóktól.
A Bollywood Hungama szerint a film zenéje ott lesz a 2009-es „legjobbak legjobbjai” között.
A Rediff.com a maximális 5 csillagot adta a film zenéjére.

## Díjak
- Star Screen „legígéretesebb női szereplő” – Asin Thottumkal
- Stardust „legígéretesebb kezdő” – Asin Thottumkal
- Stardust „legjobb filmkészítő” – A.R. Murugadoss
- Stardust „legjobb film” – Ghajini
- Filmfare „legjobb női kezdő színész” – Asin Thottumkal
- Filmfare „legjobb akciófilm” – Peter Hein
- IIFA „legjobb női kezdő színész” – Asin Thottumkal
- IIFA „legjobb gonosztevő” – Pradeep Rawat

## Fordítás
Ez a szócikk részben vagy egészben  a   Ghajini (2008 film) című angol Wikipédia-szócikk fordításán alapul.  Az eredeti cikk szerkesztőit annak laptörténete sorolja fel. Ez a jelzés csupán a megfogalmazás eredetét és a szerzői jogokat jelzi, nem szolgál a cikkben szereplő információk forrásmegjelöléseként.